# Symblepharis luteovirens
Symblepharis luteovirens là một loài Rêu trong họ Dicranaceae. Loài này được (E.B. Bartram) Ochyra & Matteri miêu tả khoa học đầu tiên năm 1996.